# 伊萬·簡金斯
伊萬·簡金斯（Evan Hollin Jenkins；1960年9月12日—）是美國的一位政治人物。

## 生平
自2015年開始，他是西維吉尼亞州第三選舉區選出的美國眾議院議員。他的黨籍是共和黨。伊萬·簡金斯在2014年當選眾議院議員。他曾經擔任西維吉尼亞州參議院議員。